# 臧献甫
臧献甫（1954年12月—），男，河南舞阳人，中华人民共和国政治人物。中国共产党党员。山西大学外语系俄语专业毕业，北京理工大学管理学院管理工程专业在职研究生学历，工学硕士学位。

## 生平
历任国务院办公厅人事司副处长、处长、人事司副司长、司长，中央国家机关工委副书记等职。2006年11月出任中共天津市委常委、市纪委书记。2015年1月不再担任中共天津市纪委书记职务。2015年1月28日当选为天津市政协主席。2018年1月，当选第十三届全国政协委员，任全国政协提案委员会副主任。